# Mikhaïl Goutseriev
Mikhaïl Safarbekovitch Goutseriev (en russe : Михаил Сафарбекович Гуцериев) est un oligarque russe né en 1958, dont la fortune est estimé à 2.9 milliards de $US. Il était ainsi classé 314e de la liste des milliardaires du monde en 2007 publiée par le magazine américain Forbes pour l'année 2007. Il est le fondateur de la firme pétrolière Roussneft, qui a été rachetée en août 2007 par Oleg Deripaska, fidèle de Vladimir Poutine. 

## Biographie

### Formation
Mikhaïl Goutseriev est originaire d'Ingouchie.
Mikhaïl Goutseriev est diplômé en finances et opérations de crédit de l'université des finances du gouvernement russe, en technologie du pétrole et du gaz de l'université Goubkine, et en droit civil de l'Université juridique de Saint-Pétersbourg. Il soutient sa thèse de candidat ès sciences en droit à l'Université juridique de Saint-Pétersbourg et la thèse de docteur ès sciences économiques avec la spécialisation en zones économiques spéciales à l'université russe d'économie Plekhanov.
Il commence sa carrière en Tchétchénie. En 1991, il s'établit à Moscou et crée la banque Binbank. En 1995, il devient membre du LDPR (Parti libéral-démocrate de Russie) et vice-président de la chambre basse du parlement russe. En 2002, une guerre de pouvoir oppose le Kremlin à la famille Goutseriev dans la république d'Ingouchie.

### Inculpation et cession de Roussneft
Depuis 2006, il est, avec Roussneft, sous le coup d'une enquête fiscale, du parquet et de la police russe. Son inculpation pour « activités illégales » a fait la une de la presse russe en mai 2007. Les raisons de sa disgrâce sont diverses. Certains avancent une inimitié de longue date avec le président de la république d'Ingouchie, dans le Caucase, un homme du FSB placé par Vladimir Poutine. Ses ennuis auraient commencé quand il a racheté des parts de Ioukos de Mikhaïl Khodorkovski avant sa mise en faillite par l'État russe. 
Le 30 juillet 2007, Mikhaïl Goutseriev a annoncé qu'il quittait son poste et allait céder ses parts de la société. Dans un courrier destiné aux salariés, il écrit « On m'a proposé de quitter le secteur pétrolier à l'amiable. J'ai refusé… Afin de me rendre plus docile, la compagnie a été soumise à une traque sans précédent… Je ne sais pas en quoi consiste ma faute et où j'aurais commis des erreurs ». Oleg Deripaska, oligarque fidèle de Vladimir Poutine et patron du holding Basic Element et de Rusal, s'est porté candidat au rachat de Roussneft pour un prix bradé de 6 milliards de dollars, alors que Roussneft en vaudrait 11.
Après cette vente, il s'installe à Londres et lance la société d'investissement GCM Global. En 2008, il reprend Roussneft pour 600 millions de dollars. En 2010, toutes les accusations portées contre lui sont levées, ce qui lui permet de se réinstaller en Russie.

## Famille
Mikhaïl Gutseriev est marié et père de deux fils et deux filles. Il a divorcé deux fois, mais il a obtenu la garde des enfants de son ex-femme, Linda et Vadim.
Son fils aîné, Chingiz, né en 1986, est décédé après un accident de voiture aux circonstances inexpliquées en 2007,. Khamzat, le frère aîné de Mikhail, est un lieutenant général de police et a été membre du Conseil de la fédération du district autonome d'Aginsk Buryat. Said, le fils cadet de Mikhail Gutseriev (né le 18 avril 1988) a fait ses études à Harrow School, au Royaume-Uni, et a obtenu son diplôme de l'université d'Oxford. Il est entrepreneur, PDG de Forteinvest, l'une des principales sociétés de raffinage russes, actionnaire du "Fonds de pension européen", une structure non étatique. Il est membre du conseil d'administration de toutes les sociétés appartenant à son père.

## Fortune

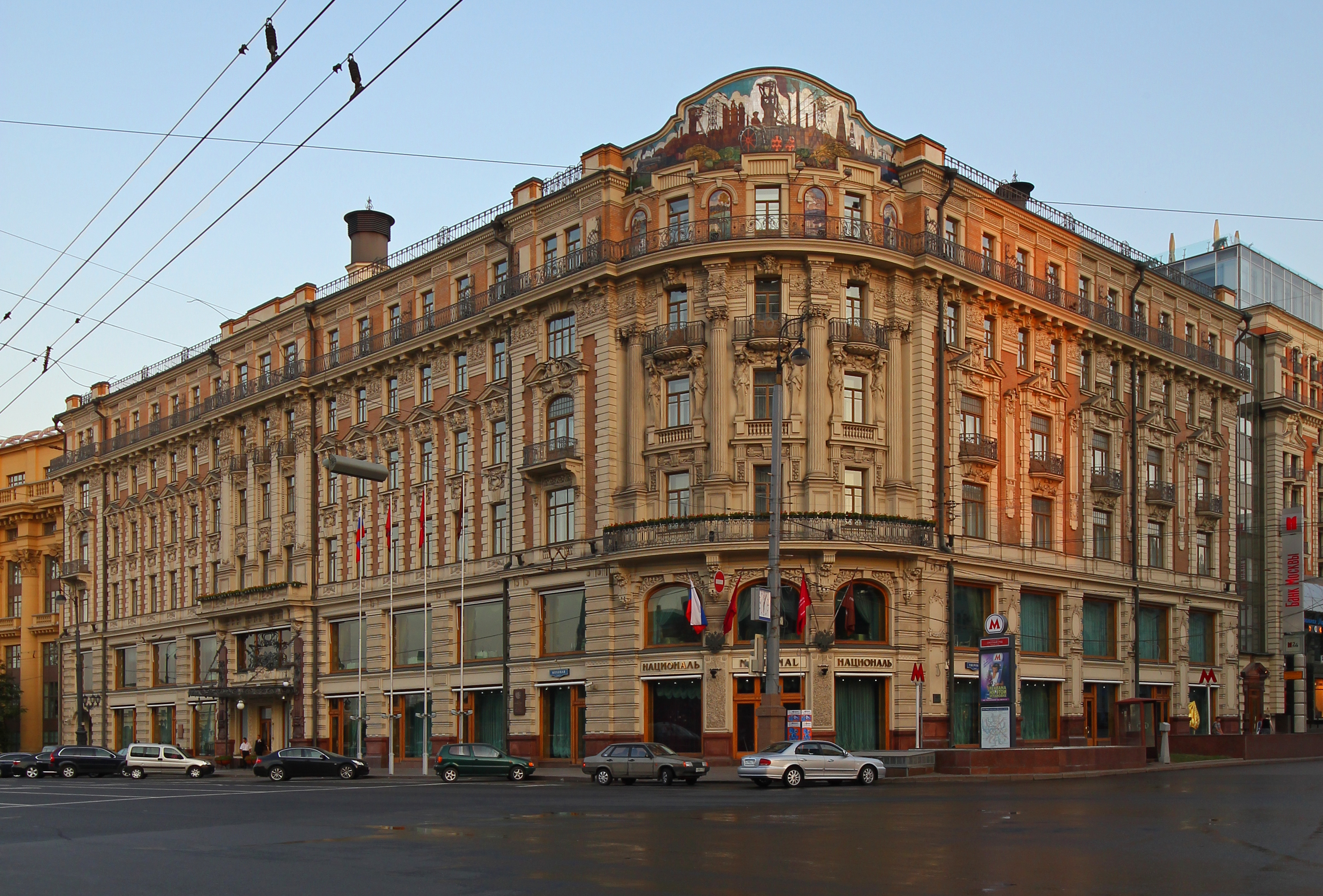
L'hôtel National en juillet 2011

En 2019, le magazine Forbes estime sa fortune à 2,9 milliards de dollars, faisant de lui la 314e personne la plus riche du monde. Depuis 2014, la famille de Mikhaïl Goutseriev se positionne en tête du classement des familles les plus riches de Russie établi par Forbes.
En 2011, il rachète l'hôtel National, situé en face du Kremlin, pour 139 millions d'euros.
Le mariage de son fils en 2018 aurait coûté la bagatelle d'un milliard de dollars, ce qui en fait l'un des mariages les plus chers de l'histoire.
En octobre 2021, son nom est cité dans les Pandora Papers.